# 利尔·迪基
戴维·安德鲁·伯德（英語：David Andrew Burd，1988年3月15日—），艺名利尔·迪基（Lil Dicky，或意译為小屌哥）或LD，是出身美國賓夕法尼亞州蒙哥馬利縣切爾滕納姆鎮（英語：Cheltenham Township）的說唱歌手及喜劇演員等。
他于2013年发布歌曲“Ex-Boyfriend”的音乐视频，该视频爆红於网络，24小时内在YouTube上观看次數超過百万。2015年7月31日，他发布首张专辑《Professional Rapper》。2018年，他发布由克里斯·布朗客串之歌曲“Freaky Friday”，该曲成为全球热曲。2019年，他发布歌曲“Earth”的音乐录影带，该曲由许多歌手和演员客串，包括爱莉安娜·格兰德、贾斯汀·比伯、紅髮艾德、尚恩·曼德斯、凯文·哈特和莱昂纳多·迪卡普里奥等，引起大众关注。这首歌为提高人们对环境、污染和气候变化的认识而创作。他表示，該歌曲收益的一部分将捐赠给各环保及慈善机构。
2020年，他與製片人傑夫·沙弗（Jeff Schaffer）根據他的生平，創作一部名為《戴夫》（英語名：Dave）的電視喜劇系列，該劇於2020年3月在FXX首播。該節目第二季於2021年播出。

## 唱片
- 《Professional Rapper》 (2015年)

## 巡演
| 年份 | 巡演名称                       |
| ---- | ------------------------------ |
| 2014 | Professional Rapper Tour       |
| 2015 | Looking for Love Tour          |
| 2016 | (Still) Looking For Love Tour  |
| 2016 | Dick Or Treat Tour             |
| 2018 | Australia and New Zealand Tour |
| 2018 | Life Lessons Tour              |